# Emmanuel von Canal

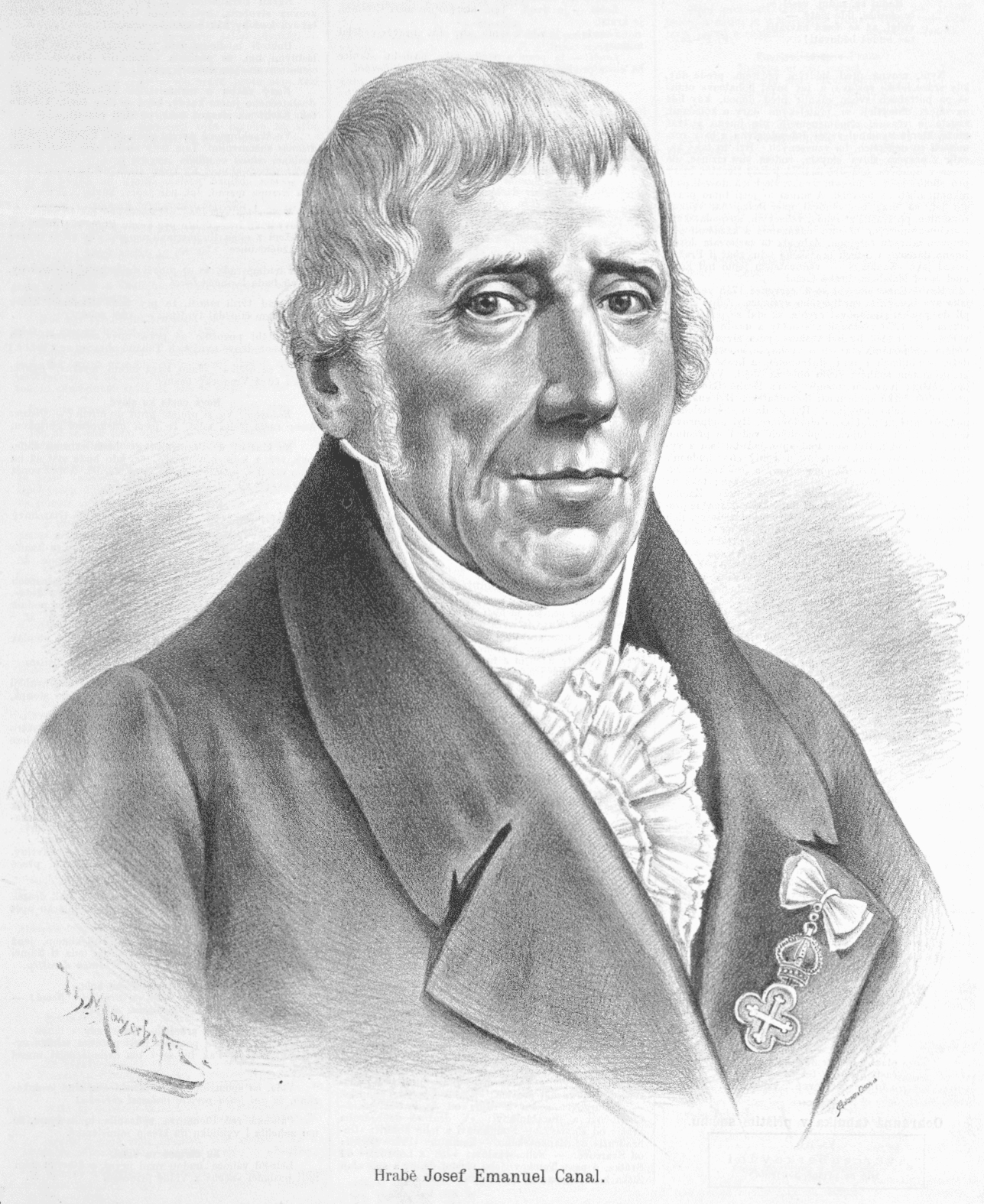
Emmanuel von Canal

Joseph Emmanuel Malabayla, ab 1769 Graf von Canal (* 3. Juni 1745 in Wien; † 20. Februar 1826 in Prag) war ein böhmischer Philanthrop und Botaniker. Er gilt als bedeutender Landwirtschaftsreformer und war Ehrenbürger von Prag. Sein offizielles botanisches Autorenkürzel lautet „Malab.“

## Familie
Er entstammte einem altitalienischem Adelsgeschlecht angeblich venezianischer Herkunft und war der Sohn des königlich sardinischen Staats- und Konferenzministers Ludwig Malabayla Graf von Canal (1704–1773) und der Maria Gräfin von Pálffy († 1781). Canal heiratete 1769 die verwitwete Brigitte Gräfin Taaffe (1738–1810), geborene Gräfin Chotek von Chotkowa und Wognin, die Tochter des Oberstkanzlers des Königreichs Böhmen in Turin, Rudolph Graf Chotek von Chotkow und Wognin (1708–1771), und der Aloysia Gräfin Kinsky von Wchinitz und Tettau (1707–1786).

## Leben
Bis 1770 war Canal in königlichem Militärdienst, zuletzt als Obristlieutenant. Im Jahr 1768 wurde er königlicher Kämmerer und Geheimer Rat, 1810 Wirklicher Geheimer Rat. Zudem war er Präsident der „Böhmischen Vaterländischen Landwirtschaftsgesellschaft“. Er gründete in Prag das Waisenhaus und das Witweninstitut, eine botanische Lehranstalt und widmete der Öffentlichkeit den sogenannten „Canal’schen Garten“ („Kanálka“). Seine Pflanzen katalogisierte Ignaz Friedrich Tausch, der als Professor am Canalschen Garten angestellt war. Er war auch Mitglied der „Böhmischen ökonomisch-patriotischen Gesellschaft“ und 1793 deren Präsident.
Er war Großmeister der Freimaurer, 1781 mit dem Namen „a Tulipa“ in der Strikten Observanz und stiftete die Prager Freimaurerloge „Zur Wahrheit und Einigkeit zu den drei gekrönten Säulen“, die am 30. November 1783 eröffnet und am 1. Mai 1794 wieder zwangsaufgelöst wurde; viele Persönlichkeiten des geistigen und kulturellen Lebens der böhmischen Metropole gehörten dieser Loge an und auch Wolfgang Amadeus Mozart besuchte sie mehrmals. Im selben Jahr 1783 war Canal Deputierter Meister der Provinzialloge von Böhmen, 1793 Ehrenmitglied der Brünner Loge „Zu den wahren vereinigten Freunden“ und Besucher der Wiener Loge „Zur wahren Eintracht“. Außerdem war Canal unter dem Namen Ptolemäus Philadelphus Mitglied des 1776 von Adam Weishaupt (1748–1830) gegründeten Illuminatenordens.

## Ehrungen
- Ehrenbürger der Stadt Prag